# 方樹泉
方樹泉，（英語：Fong Shu-chuen，1899年9月29日—1987年9月11日）原籍廣東東莞厚街鎮河田村南坑坊，1927年與父親方肇彝到香港謀求發展，在筲箕灣開設「義德芝麻廠」，向政府租下萬餘呎公地作晾曬芝麻之用。1987年9月方樹泉在香港病逝，享年88歲，為家族於於淺水灣留下「樹福堂」豪宅屋苑。方生前擔任協成行集團董事長，家有4名兒子。

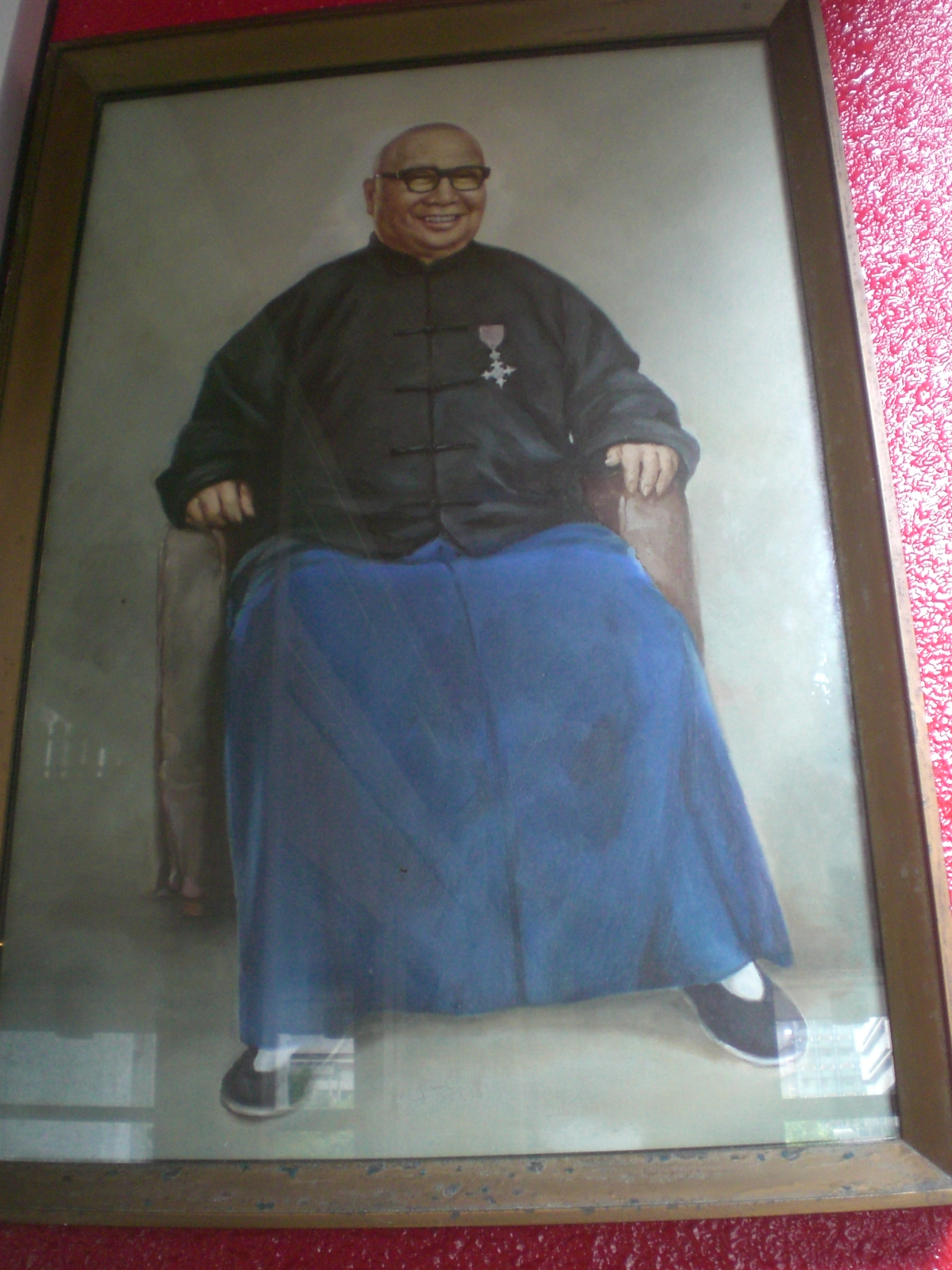
香港大學方树泉文娱中心的方樹泉畫像

## 業務
1927年與父親方肇彝在筲箕灣開設「義德芝麻廠」，並於1943年開始從事由內地進口桂皮（即香料玉桂）及芝麻轉售美國的業務，1948年與長子方潤華於中環永和街創立協成行，1951年已是本港最大桂皮出口商，惟適逢韓戰爆發聯合國對華禁運，香港經濟急劇轉型，方氏父子洞燭先機開始涉足地產及建築業，陸續購置房產、地皮，1958年出售公司第一幢住宅物業——錦華大廈，逐步發展成為本港老牌地產商之一，亦乃1965年成立的「香港地產建設商會」創始會員；1976年港府鼓勵市民置業安居，協成行順應時勢積極擴充地產業務，高峰時發展項目近百個，並確立「出售住宅單位，保留地鋪出租」長期發展策略，配合集團一貫堅守的穩健原則，為家族事業奠定基礎。隨着香港金融業發展，協成行把握機遇與長江實業、新鴻基地產等華資地產企業於1972年同期掛牌上市，每股作價1元，集資共達1億元，後為方便把資金撥捐基金行善，協成行於1989年私有化，以每股$15元價格收購市面流通股份。1993年其孫方文雄(方潤華幼子)由美國回港發展，逐步接棒掌管協成行業務；2012年其曾孫方添輝(方文雄長子)亦學成後加入公司負責酒店項目。

## 公職及榮譽
方樹泉擔任筲箕灣商會理事長，香港仔街坊福利會理事長、會長、永遠會長，香港東莞同鄉總會會長，筲箕灣街坊福利會創辦人及副理事長，香港東莞工商總會榮譽會長，以及方氏宗親會、「六桂堂」、「雷、方、鄺溯源堂」等社團首長，是一位名副其實的慈善家、企業家和社會活動家，1965年獲英女王授予MBE勳銜。

## 慈善

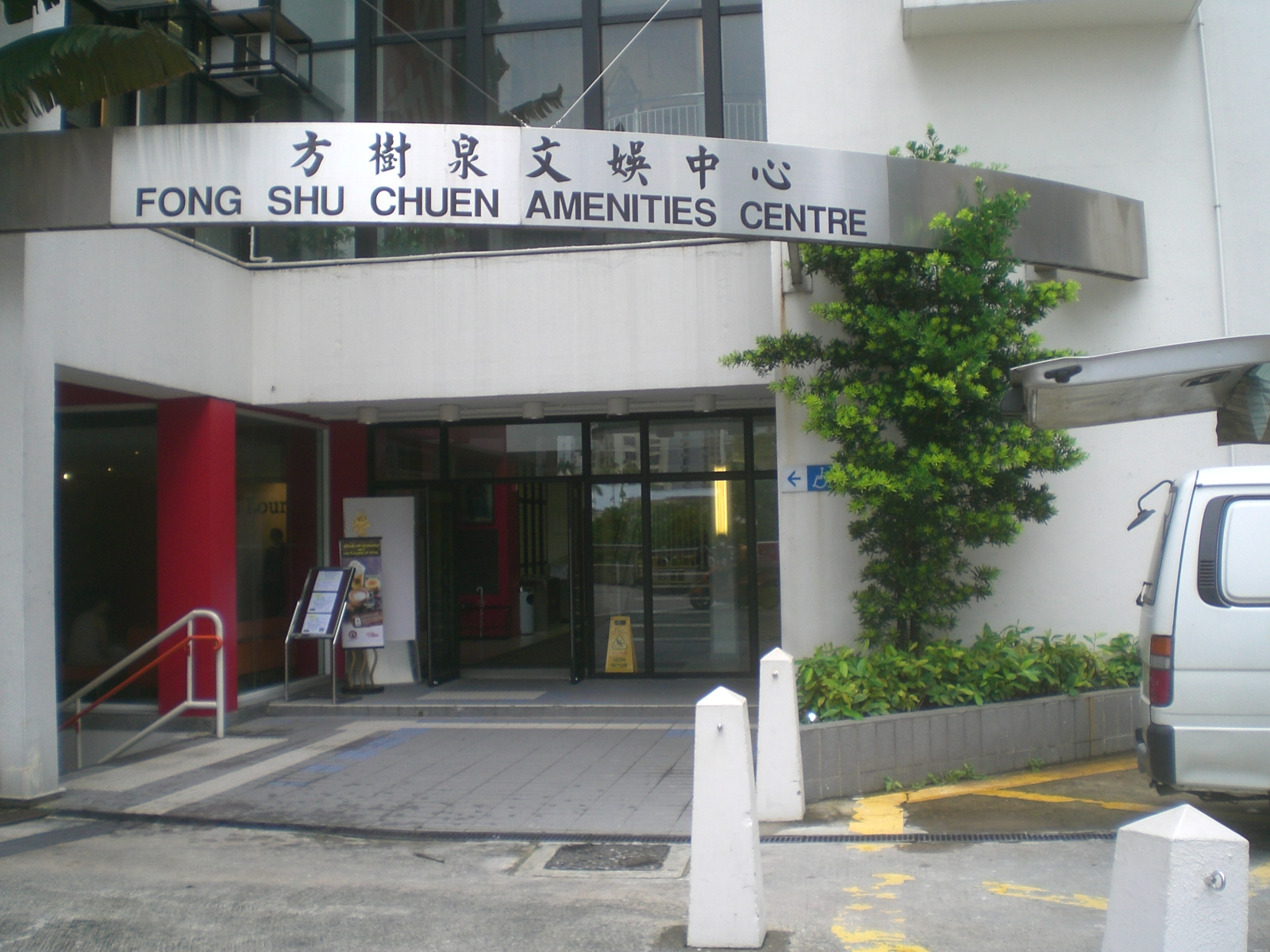
方樹泉文娛中心

方樹泉早於1941年抗戰時期已施賑流港難民，於1956年在家鄉東莞厚街鎮捐建「方肇彝小學」，1985年在當地捐建「方樹泉醫院」。於1970年在香港捐資開辦「香港東莞同鄉會方樹泉學校」；1977年其父子共同註冊成立非牟利之慈善基金—方樹福堂基金，每年從家族公司抽取10%以上利潤用於行善，從1978年起，先後在香港捐建1所中學、4所小學，在香港10所大學及澳門大學、台灣交通大學等均有捐資教育項目；改革開放後，該基金更着重在內地興教助學、扶貧濟困，迄今已捐建從幼兒園到大學之教育項目約500個，遍佈全國31個省、市、自治區；近年基金逐漸將捐資重點轉到支持醫療方面，除已捐建鄉鎮衛生院40所外，亦選擇頂尖高校資助醫療教研項目，研究防治癌症、乙肝、糖尿病等常見都市病，推動中西醫結合治療。

## 關聯建築
- 方樹福堂基金方樹泉小學
- 東莞同鄉會方樹泉學校
- 方樹泉文娛中心

## 外部連結
- 東莞同鄉會方樹泉學校 創建人方樹泉先生 生平簡介 （页面存档备份，存于）